# Грунтовский (хутор)
Грунтовский — хутор в Матвеево-Курганском районе Ростовской области.
Входит в состав Ряженского сельского поселения.

## География
На хуторе имеется одна улица: Дачная.

## Население
| 2010 |
| ---- |
| 1    |